# Hyde Park (Utah)
Hyde Park è un comune degli Stati Uniti d'America, nella contea di Cache nello Stato dello Utah.